# Kurt Symanzik
Kurt Symanzik (23 de noviembre de 1923 – 25 de octubre de 1983) fue un físico alemán especializado en la teoría cuántica de campos.

## Biografía
Symanzik nació en Ełk, Prusia Oriental, y pasó su infancia en Königsberg. Comenzó a estudiar física en 1946 en la Universität München pero poco tiempo después se mudó junto a Werner Heisenberg en Gotinga. Allí también comenzó lo que sería un número de fructíferas colaboraciones entre Wolfhart Zimmermann y Harry Lehmann. En 1954 obtuvo su doctorado por su tesis La funcional de Schwinger en la teoría cuántica de campos.
Después de una estadía como profesor en Princeton y en CERN, ingresó en el Instituto Courant de Ciencias Matemáticas de Nueva York; en 1968, volvió a Hamburgo para trabajar en el DESY. Falleció allí, en 1983.

## Carrera
Symanzik es principalmente reconocido por la fórmula de reducción de LSZ y por la ecuación de Callan-Symanzik.
Sus primeros aportes a la teoría cuántica de campos junto con otras investigaciones apodadas "Feldverein" le dieron también resultados de amplio conocimiento en la actualidad. Además, contribuyó al desarrollo de la teoría cuántica de campos euclidiana.
Desde 1970 dedicó su interés a la teoría del retículo gauge. En 1981 fue condecorado con la Medalla Max Planck.

## Obras selectas
- Über das Schwingersche Funktional in der Feldtheorie, Zeitschrift für Naturforschung Bd.9a, 1954, S.809-824
- Symanzik, Lehmann, Zimmermann Zur Formulierung quantisierter Feldtheorien, Teil 1, Nuovo Cimento, Bd.1, 1955, S.205, Teil 2 (englisch) ibid., Bd.6, 1957, S.319-333
- Symanzik, Lehmann, Zimmermann Die Vertexfunktion in quantisierten Feldtheorien, ibid. Bd.2, 1955, S.425
- Euclidean quantum field theory, in R.Jost (Hrsg.) Local quantum field theory, Varenna Lectures 1968, New York, Academic Press 1969
- Small distance behaviour analysis and power counting, Comm.Math.Phys., Bd.18, 1970, S.227
- Small distance behaviour analysis and Wilson expansions, ibid., Bd.23, 1971, S.49
- 'Infrared singularities and small distance behaviour analysis, ibid., Bd.34, 1973, S.7